# ヒトヒラのハナビラ
「ヒトヒラのハナビラ」は、日本のロックバンド・ステレオポニーのメジャーデビューシングルである。

## 解説
ロック・フェスティバル『閃光ライオット』の予選出場をきっかけにスカウトされた同バンドのデビュー作。スカウトのきっかけとなった予選出場（2008年6月21日）から4ヶ月半でのデビューとなった。
初回生産版にはステレオポニーオリジナル『BLEACH』特製ステッカーが封入された。
オリコン週間シングルチャートでは最高順位25位を記録、デビュー作にしてTOP30入りを果たした。

## 収録曲
1. ヒトヒラのハナビラ(3:33)
TX系テレビアニメ『BLEACH』エンディングテーマ（2008年10月14日 - 2009年1月6日放送分）。
2. ニャーミィ(2:24)
3. 勇敢なファニーフレンズ(4:00)
4. ヒトヒラのハナビラ (Instrumental)

全曲、作詞・作曲：AIMI、編曲：ステレオポニー/R'dh

## 収録アルバム
- ハイド.ランジアが咲いている（#1）
- BEST of STEREOPONY (#1)